# Линн, Джанет
Джанет Линн Новицки (англ. Janet Lynn Nowicki; 6 апреля 1953 года, Чикаго, США) — фигуристка из США,  бронзовый призёр Олимпийских игр 1972 года, серебряный призёр чемпионата мира 1973 года, бронзовый призёр чемпионата мира 1972 года, пятикратная чемпионка США 1969—1973 годов в женском одиночном катании.

## Карьера
Джанет Новицки начала заниматься фигурным катанием в раннем детстве у Славки Кохаута. Позднее она стала использовать имя Линн вместо фамилии. В 13 лет выиграла чемпионат США среди юниоров, исполнила редко в то время исполняемый женщинами прыжок тройной сальхов. В этом проявилась её природная прыгучесть. Заняв в 1968 году третье место на чемпионате страны, 14-летняя Джанет Линн квалифицировалась на Олимпиаду 1968 года, где заняла девятое место. На чемпионате мира 1968 года она также заняла девятое место. Начиная с 1969 года, Линн пять раз подряд становилась чемпионкой США.
В 1973 года Линн подписывает крупный контракт с Ice Follies, который сделал её самой высокооплачиваемой спортсменкой того времени. В 1974 году она становится чемпионкой мира среди профессионалов. После этого заболевает аллергической астмой и покидает каток. В начале 80-х годов излечивается от болезни и ещё несколько лет выступает в профессионалах.

## Спортивные достижения
| Соревнования/Сезоны         | 1967 | 1968 | 1969 | 1970 | 1971 | 1972 | 1973 |
| --------------------------- | ---- | ---- | ---- | ---- | ---- | ---- | ---- |
| Зимние Олимпийские игры     |      | 9    |      |      |      | 3    |      |
| Чемпионаты мира             |      | 9    | 5    | 6    | 4    | 3    | 2    |
| Чемпионаты Северной Америки |      |      | 1    |      | 2    |      |      |
| Чемпионаты США              | 4    | 3    | 1    | 1    | 1    | 1    | 1    |